# Општина Коазакоалкос (Веракруз)
Коазакоалкос (шп. Coatzacoalcos) општина је у Мексику у савезној држави Веракруз. Општина се налази на надморској висини од 10 м.

## Становништво
Према подацима из 2010. у општини је живело 305260 становника.

### Хронологија
| Година       | 2000                     | 2005                     | 2010                     |
| ------------ | ------------------------ | ------------------------ | ------------------------ |
| Становништво | 267212 (129379 / 137833) | 280363 (134786 / 145577) | 305260 (147962 / 157298) |

### Попис
| \| \| м \| \| \| ж \| \| 0—2 \| 7.192 \| \| \| 6.805 \| \| 3—5 \| 7.466 \| \| \| 7.055 \| \| 6—11 \| 15.266 \| \| \| 14.841 \| \| 12—14 \| 7.941 \| \| \| 7.556 \| \| 15—17 \| 8.619 \| \| \| 8.441 \| \| 18—24 \| 19.563 \| \| \| 19.971 \| \| 60+ \| 11.295 \| \| \| 13.141 \| \| Просек : \| 30,2 \| \| \| 31,4 \| |        |  |  |        |
| |        |  |  |        |
| | м      |  |  | ж      |
| 0—2 | 7.192  |  |  | 6.805  |
| 3—5 | 7.466  |  |  | 7.055  |
| 6—11 | 15.266 |  |  | 14.841 |
| 12—14 | 7.941  |  |  | 7.556  |
| 15—17 | 8.619  |  |  | 8.441  |
| 18—24 | 19.563 |  |  | 19.971 |
| 60+ | 11.295 |  |  | 13.141 |
| Просек : | 30,2   |  |  | 31,4   |

| #   | Индикатор                                                                                        | Вредност |
| --- | ------------------------------------------------------------------------------------------------ | -------- |
| 1   | Становништво од 0 до 2 године                                                                    | 13997    |
| 2   | Мушко становништво од 0 до 2 године                                                              | 7192     |
| 3   | Женско становништво од 0 до 2 године                                                             | 6805     |
| 4   | Становништво са 3 и више година                                                                  | 286564   |
| 5   | Мушко становништво са 3 и више година                                                            | 138419   |
| 6   | Женско становништво са 3 и више година                                                           | 148145   |
| 7   | Становништво са 5 и више година                                                                  | 276783   |
| 8   | Мушко становништво са 5 и више година                                                            | 133384   |
| 9   | Женско становништво са 5 и више година                                                           | 143399   |
| 10  | Становништво са 12 и више година                                                                 | 241936   |
| 11  | Мушко становништво са 12 и више година                                                           | 115687   |
| 12  | Женско становништво са 12 и више година                                                          | 126249   |
| 13  | Становништво са 15 и више година                                                                 | 226439   |
| 14  | Мушко становништво са 15 и више година                                                           | 107746   |
| 15  | Женско становништво са 15 и више година                                                          | 118693   |
| 16  | Становништво са 18 и више година                                                                 | 209379   |
| 17  | Мушко становништво са 18 и више година                                                           | 99127    |
| 18  | Женско становништво са 18 и више година                                                          | 110252   |
| 19  | Становништво од 3 до 5 година                                                                    | 14521    |
| 20  | Мушко становништво од 3 до 5 година                                                              | 7466     |
| 21  | Женско становништво од 3 до 5 година                                                             | 7055     |
| 22  | Становништво од 6 до 11 година                                                                   | 30107    |
| 23  | Мушко становништво од 6 до 11 година                                                             | 15266    |
| 24  | Женско становништво од 6 до 11 година                                                            | 14841    |
| 25  | Становништво од 8 до 14 година                                                                   | 35695    |
| 26  | Мушко становништво од 8 до 14 година                                                             | 18156    |
| 27  | Женско становништво од 8 до 14 година                                                            | 17539    |
| 28  | Становништво од 12 до 14 година                                                                  | 15497    |
| 29  | Мушко становништво од 12 до 14 година                                                            | 7941     |
| 30  | Женско становништво од 12 до 14 година                                                           | 7556     |
| 31  | Становништво од 15 до 17 година                                                                  | 17060    |
| 32  | Мушко становништво од 15 до 17 година                                                            | 8619     |
| 33  | Женско становништво од 15 до 17 година                                                           | 8441     |
| 34  | Становништво од 18 до 24 године                                                                  | 39534    |
| 35  | Мушко становништво од 18 до 24 године                                                            | 19563    |
| 36  | Женско становништво од 18 до 24 године                                                           | 19971    |
| 37  | Женско становништво од 15 до 49 година                                                           | 90832    |
| 38  | Становништво са 60 и више година                                                                 | 24436    |
| 39  | Мушко становништво са 60 и више година                                                           | 11295    |
| 40  | Женско становништво са 60 и више година                                                          | 13141    |
| 41  | Однос између мушкараца и жена                                                                    | 94.06    |
| 42  | Становништво од нуле до 14 година                                                                | 74122    |
| 43  | Становништво од 15 до 64 године                                                                  | 210704   |
| 44  | Становништво од 65 година и више                                                                 | 15735    |
| 45  | Просечан број деце                                                                               | 1.93     |
| 46  | Становништво рођено у ентитету                                                                   | 231084   |
| 47  | Мушко становништво рођено у ентитету                                                             | 112976   |
| 48  | Женско становништво рођено у ентитету                                                            | 118108   |
| 49  | Становништво рођено у другом ентитету                                                            | 68165    |
| 50  | Мушко становништво рођено у другом ентитету                                                      | 31956    |
| 51  | Женско становништво рођено у другом ентитету                                                     | 36209    |
| 52  | Становништво од 5 година и више резидентно у ентитету у јуну 2005. године                        | 261263   |
| 53  | Мушко становништво старосног доба од 5 година и више, резидентно у ентитету у јуну 2005. године  | 125442   |
| 54  | Женско становништво старосног доба од 5 и више година, резидентно у ентитету у јуну 2005. године | 135821   |
| 55  | Становништво од 5 година и више које је живело у другом ентитету у јуну 2005. године             | 13142    |
| 56  | Мушко становништво старије од 5 година које је живело у другом ентитету у јуну 2005. године      | 6567     |
| 57  | Женско становништво старије од 5 година које је живело у другом ентитету у јуну 2005. године     | 6575     |
| 58  | Становништво од 3 године и више које говори аутохтони језик                                      | 6132     |
| 59  | Мушко становништво старо 3 године и више које говори аутохтони језик                             | 2887     |
| 60  | Женско становништво старо 3 године и више које говори аутохтони језик                            | 3245     |
| 61  | Становништво од 3 године и више које говори аутохтони језик и не говори шпански језик            | 16       |
| 62  | Мушко становништво старо 3 године и више које говори аутохтони језик и не говори шпански         | 2        |
| 63  | Женско становништво старо 3 године и више које говори аутохтони језик и не говори шпански језик  | 14       |
| 64  | Становништво старо 3 године и више које говори аутохтони језик и шпански                         | 5536     |
| 65  | Мушко становништво старо 3 године и више које говори аутохтони језик и шпански                   | 2604     |
| 66  | Женско становништво старо 3 године и више које говори аутохтони језик и шпански                  | 2932     |
| 67  | Становништво од 5 година и више које говори аутохтони језик                                      | 6116     |
| 68  | Становништво од 5 година и више које говори аутохтони језик и не говори шпански језик            | 16       |
| 69  | Становништво од 5 година и више које говори аутохтони језик и говори шпански језик               | 5527     |
| 70  | Становништво у домородачким домаћинствима                                                        | 15223    |
| 71  | Становништво са ограничењима у активностима                                                      | 9409     |
| 72  | Становништво са ограниченим ходањем или кретањем, горе или доле                                  | 4650     |
| 73  | Становници са ограничењима вида, чак и уз кориштење сочива                                       | 2888     |
| 74  | Становништво са ограничењима говора, комуникације или конверзације                               | 873      |
| 75  | Становништво са ограниченим слухом                                                               | 846      |
| 76  | Становништво са ограничењима при одевању, купању или јелу                                        | 444      |
| 77  | Становништво са ограничењима у опажању или учењу једноставних ствари                             | 414      |
| 78  | Становништво са менталним ограничењима                                                           | 1040     |
| 79  | Становништво без ограничења активности                                                           | 290068   |
| 80  | Становништво од 3 до 5 година које не похађа школу                                               | 5740     |
| 81  | Мушко становништво од 3 до 5 година које не похађа школу                                         | 3002     |
| 82  | Женско становништво од 3 до 5 година које не похађа школу                                        | 2738     |
| 83  | Становништво од 6 до 11 година које не похађа школу                                              | 908      |
| 84  | Мушко становништво од 6 до 11 година које не похађа школу                                        | 471      |
| 85  | Женско становништво од 6 до 11 година које не похађа школу                                       | 437      |
| 86  | Становништво од 12 до 14 година које не похађа школу                                             | 957      |
| 87  | Мушко становништво од 12 до 14 година које не похађа школу                                       | 498      |
| 88  | Женско становништво од 12 до 14 година које не похађа школу                                      | 459      |
| 89  | Становништво од 15 до 17 година похађа школу                                                     | 13164    |
| 90  | Мушко становништво од 15 до 17 година похађа школу                                               | 6586     |
| 91  | Женско становништво између 15 и 17 година живота у школи                                         | 6578     |
| 92  | Становништво од 18 до 24 године похађа школу                                                     | 14354    |
| 93  | Мушко становништво од 18 до 24 године похађа школу                                               | 7271     |
| 94  | Женско становништво од 18 до 24 године похађа школу                                              | 7083     |
| 95  | Становништво од 8 до 14 година које не може да чита и пише                                       | 969      |
| 96  | Мушко становништво старосног доба од 8 до 14 година које не може да чита и пише                  | 564      |
| 97  | Женско становништво старосног доби од 8 до 14 година које не може да чита и пише                 | 405      |
| 98  | Становништво од 15 година и више које је неписмено                                               | 10747    |
| 99  | Мушко становништво од 15 година и више које је неписмено                                         | 3254     |
| 100 | Женско становништво од 15 година и више које је неписмено                                        | 7493     |
| 101 | Становништво старо 15 и више година без школовања                                                | 12945    |
| 102 | Мушко становништво старо 15 и више година без школовања                                          | 4404     |
| 103 | Женско становништво старо 15 и више година без школовања                                         | 8541     |
| 104 | Становништво старосног доба 15 и више година са непотпуним основним образовањем                  | 22594    |
| 105 | Мушко становништво старосног доба од 15 година и више са непотпуном основним образовањем         | 9341     |
| 106 | Женско становништво старосног доба 15 и више година са непотпуном основним образовањем           | 13253    |
| 107 | Становништво старо 15 и више година са комплетним основним образовањем                           | 31389    |
| 108 | Мушко становништво старо 15 година и више са комплетним основним образовањем                     | 13800    |
| 109 | Женско становништво старо 15 и више година са комплетним основним образовањем                    | 17589    |
| 110 | Становништво старосног доба 15 и више година са непотпуним средњим образовањем                   | 11520    |
| 111 | Мушко становништво старосног доба од 15 година и више са непотпуним средњим образовањем          | 6185     |
| 112 | Женско становништво старосног доба од 15 година и више са непотпуним средњим образовањем         | 5335     |
| 113 | Становништво старо 15 и више година са пуним секундарном образовањем                             | 44754    |
| 114 | Мушко становништво старосног доба од 15 година и више са пуним секундарном образовањем           | 22077    |
| 115 | Женско становништво старосног доба од 15 година и више са пуним секундарном образовањем          | 22677    |
| 116 | Становништво старије од 18 година са постосновним образовањем                                    | 95627    |
| 117 | Мушко становништво старије од 18 година са постосновним образовањем                              | 48596    |
| 118 | Женско становништво старије од 18 година са постосновним образовањем                             | 47031    |
| 119 | Просечна оцена школовања                                                                         | 9.44     |
| 120 | Просечан ниво образовања мушке популације                                                        | 9.85     |
| 121 | Просечан ниво образовања женског становништва                                                    | 9.07     |
| 122 | Економски активно становништво                                                                   | 134791   |
| 123 | Економски активна мушка популација                                                               | 86162    |
| 124 | Економски активна женска популација                                                              | 48629    |
| 125 | Становништво које није економски активно                                                         | 106419   |
| 126 | Мушко становништво које није економски активно                                                   | 29125    |
| 127 | Женско становништво које није економски активно                                                  | 77294    |
| 128 | Запослено становништво                                                                           | 129311   |
| 129 | Запослено мушко становништво                                                                     | 82028    |
| 130 | Запослено женско становништво                                                                    | 47283    |
| 131 | Незапослена популација                                                                           | 5480     |
| 132 | Незапослена мушка популација                                                                     | 4134     |
| 133 | Незапослена женска популација                                                                    | 1346     |
| 134 | Становништво без права на здравствене услуге                                                     | 85515    |
| 135 | Становништво које има право на здравствене услуге                                                | 214745   |
| 136 | Становништво које има право на ИМСС                                                              | 122015   |
| 137 | Становништво које има право на социјално осигурање                                               | 10164    |
| 138 | Становништво које има право на државно социјално осигурање                                       | 564      |
| 139 | Становништво које има право на опште осигурање или здравствено осигурање за нову генерацију      | 46483    |
| 140 | Становништво које је било једном или није било у браку током 12 година и више                    | 82315    |
| 141 | Венчано или уједињено становништво од 12 година и више                                           | 133318   |
| 142 | Становништво које је било у браку или уједињено 12 година и више                                 | 25935    |
| 143 | Становништво са католичком религијом                                                             | 188386   |
| 144 | Протестанти, еванђелисти и библијски следбеници различити од еванђелиста                         | 67275    |
| 145 | Становништво са другим религијама различитим од претходних                                       | 213      |
| 146 | Становништво без религије                                                                        | 42182    |
| 147 | Укупно пописаних домаћинства                                                                     | 86011    |
| 148 | Пописна домаћинства на челу са мушкарцима                                                        | 61618    |
| 149 | Пописна домаћинства на челу са женама                                                            | 24393    |
| 150 | Становништво у пописним домаћинствима                                                            | 298881   |
| 151 | Становништво у пописним домаћинствима на челу са мушкарцима                                      | 222688   |
| 152 | Становништво у пописним домаћинствима на челу са женама                                          | 76193    |
| 153 | Укупно домаћинстава                                                                              | 110281   |
| 154 | Укупно насељених домаћинстава                                                                    | 87535    |
| 155 | Укупно приватних кућа                                                                            | 108757   |
| 156 | Насељени приватни домови                                                                         | 86011    |
| 157 | Укупно насељених приватних кућа                                                                  | 87525    |
| 158 | Ненасељене приватне куће                                                                         | 17806    |
| 159 | Појединачна домаћинства за привремену употребу                                                   | 4940     |
| 160 | Становници у насељеним приватним кућама                                                          | 298881   |
| 161 | Насељеност станара у приватним становима                                                         | 3.47     |
| 162 | Просечно становника по соби у приватним насељеним домаћинствима                                  | 1.08     |
| 163 | Појединачна домаћинства са подовима од различитих материјала од земље                            | 83165    |
| 164 | Појединачна домаћинства у приземљу                                                               | 2364     |
| 165 | Појединачна домаћинства са једном спаваћом собом                                                 | 37378    |
| 166 | Појединачна домаћинства са две спаваће собе и више                                               | 48372    |
| 167 | Појединачна домаћинства са једним собом                                                          | 16389    |
| 168 | Појединачна домаћинства са две собе                                                              | 13770    |
| 169 | Појединачна домаћинства са 3 собе и више                                                         | 55524    |
| 170 | Појединачна домаћинства која имају електрично светло                                             | 85037    |
| 171 | Појединачна домаћинства која немају електрично светло                                            | 751      |
| 172 | Појединачна домаћинства која имају водоводну воду у стамбеном простору                           | 76821    |
| 173 | Појединачна домаћинства која немају водоводну воду у стамбеном простору                          | 8808     |
| 174 | Појединачна домаћинства која имају тоалет                                                        | 85015    |
| 175 | Појединачна домаћинства која имају канализацију                                                  | 84737    |
| 176 | Појединачна домаћинства која немају канализацију                                                 | 822      |
| 177 | Појединачна домаћинства која имају електрично светло, довод воде из јавне мреже и канализацију   | 76007    |
| 178 | Појединачна домаћинства без икаквих услова                                                       | 851      |
| 179 | Појединачна домаћинства која имају радио                                                         | 67722    |
| 180 | Појединачна домаћинства која имају телевизор                                                     | 81721    |
| 181 | Појединачна домаћинства која имају фрижидер                                                      | 76477    |
| 182 | Појединачна домаћинства која имају машину за веш                                                 | 65940    |
| 183 | Појединачна домаћинства која имају аутомобил или комби                                           | 29503    |
| 184 | Појединачна домаћинства која имају рачунар                                                       | 29069    |
| 185 | Појединачна домаћинства која имају фиксну телефонску линију                                      | 35204    |
| 186 | Појединачна домаћинства која имају мобилни телефон                                               | 71433    |
| 187 | Појединачна домаћинства која имају приступ интернету                                             | 23219    |